# لیگ دسته سوم فوتبال ایران ۸۷-۱۳۸۶
لیگ دسته سوم فوتبال ایران ۸۷–۱۳۸۶، چهارمین سطح لیگ‌های فوتبال در ایران در فصل ۸۷–۱۳۸۶ پس از لیگ برتر، لیگ آزادگان و لیگ ۲ بود. این لیگ از مهر ۱۳۸۶ آغاز شد.
در مجموع ۵۲ تیم در رقابت‌های این فصل به رقابت پرداختند.